# Івана Франка
Івана Франка́ — село в Україні, у Пологівському районі Запорізької області. Населення становить 260 осіб. До 2020 орган місцевого самоврядування — Пологівська сільська рада.

## Географія
Село Івана Франка знаходиться на правому березі річки Кінська, вище за течією на відстані 0,5 км розташоване село Пологи, нижче за течією на відстані 0,5 км розташоване село Українське, на протилежному березі — місто Пологи та село Інженерне.

## Історія
12 червня 2020 року, відповідно до розпорядження Кабінету Міністрів України № 713-р «Про визначення адміністративних центрів та затвердження територій територіальних громад Запорізької області», увійшло до складу Пологівської міської громади.
19 липня 2020 року, в результаті адміністративно-територіальної реформи та ліквідації  Пологівського(1923-2020) району увійшло до складу новоутвореного Пологівського району.

## Населення

### Мова
Розподіл населення за рідною мовою за даними перепису 2001 року:
| Мова       | Кількість | Відсоток |
| ---------- | --------- | -------- |
| українська | 230       | 88.46%   |
| російська  | 30        | 11.54%   |
| Усього     | 260       | 100%     |

## Екологія
На відстані 0,5 км від села розташований кар'єр Пологівського ГЗК (видобуток каоліну відкритим способом).